# Liste des îles du Koweït
Voici une liste des îles du Koweït.

## Par ordre alphabétique
- Île d'Auhah (0,35 km²)
- Île de Bubiyan (863 km²)
- Île de Failaka (43 km²)
- Île de Kubbar (0,11 km²)
- Île de Miskan (0,75 km²)
- Île de Qaruh (0,035 km²)
- île de Shuwaikh (0,012 km²)
- Île de Umm al Maradim (0,65 km²)
- Île de Umm an Namil (0,30 km²)
- Île de Warbah (37 km²)